# لریس (کارولینای جنوبی)
لریس(به انگلیسی: Loris) شهری در ایالت کارولینای جنوبی کشور ایالات متحده آمریکا است که جمعیت آن در سرشماری سال ۲۰۱۰ میلادی، ۲٬۳۹۶ نفر بوده‌است.